# Louis Malvy

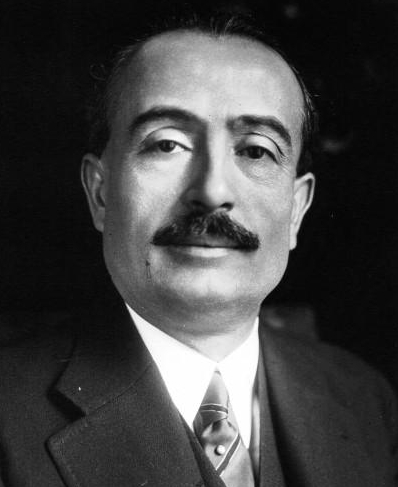
Louis Malvy im Jahr 1925

Louis-Jean Paul Malvy (* 1. Dezember 1875 in Figeac (Lot); † 10. Juni 1949 in Paris) war ein französischer Politiker und Radikalsozialist.

## Leben und Wirken
Louis Malvy promovierte 1901 in Paris zum Dr. jur.
Im Département Lot war Louis Malvy 1901 bis 1919 Ratsmitglied, 1916–1917 Ratsvorsitzender und 1929–1940 Bürgermeister von Souillac.  Von 1906 bis 1919 und von 1924 bis 1940 vertrat er das Département Lot in der französischen Abgeordnetenkammer.
Der Jurist Malvy war in der Dritten Französischen Republik Innenminister vom März bis Juni 1914 unter Gaston Doumergue, vom Juni 1914 bis Oktober 1915 im Kabinett Viviani und Viviani II, vom Oktober 1915 bis März 1917 unter Aristide Briand, vom März bis August 1917 unter Alexandre Ribot und vom März bis April 1926 wiederum unter Briand. Zuvor war er im Frühjahr 1911 Staatssekretär im Justizministerium unter Ernest Monis, anschließend ein halbes Jahr Staatssekretär im Innenministerium unter Joseph Caillaux und vom Dezember 1913 bis März 1914 in Personalunion Post-, Wirtschafts- und Industrieminister unter Doumergue gewesen.
1914–1917 vertrat der Innenminister den Burgfrieden gegenüber der Arbeiterbewegung.

### Verbannung und Tod
Der Radikale Clemenceau war bereits 1906–1909 Ministerpräsident gewesen. Am 16. November 1917 wurde er wiederum Regierungschef. Clemenceau regierte mit harter Hand. Ein Frieden mit Deutschland kam für ihn nicht in Frage. Ein Franzose, der solchen Frieden wollte, wurde – selbst wenn es einer seiner Freunde war wie zum Beispiel der oben erwähnte Joseph Caillaux – zum Gegner von „dictateur“ Clemenceau abgestempelt. 1917 wurde Malvy des Verrats militärischer Geheimnisse an den Feind bezichtigt und 1918 zwar als Hochverräter freigesprochen, doch wegen Verletzung gewisser Dienstpflichten als Innenminister in den Kriegsjahren 1914–1917 für fünf Jahre ins spanische San Sebastián verbannt.
Am 10. Juli 1940 stimmte er als Abgeordneter in der Nationalversammlung für die erweiterten Vollmachten für Marschall Pétain.
Er starb am 10. Juni 1949 an einem Herzinfarkt.

## Verwandtschaft
Die Familie Malvy, Kleingewerbetreibende aus Souillac, lässt sich genealogisch bis anno 1466 zurückverfolgen. Martin Malvy, der Vater von Louis, war Direktor einer Getreidemühle und im letzten Jahrzehnt des 19. Jahrhunderts Bürgermeister von Souillac.
Louis Malvy heiratete 1901 in den französischen Landadel ein. Mit seiner Ehefrau  Louise de Verninac (1878–1973) hatte er den Sohn Charles und die Töchter Paulette und Jeanne (1911–2001). Letztere kommandierte als Widerstandskämpferin eine Fallschirmjäger-Einheit. Paulette heiratete Marcel Peyrouton. Charles kämpfte im Krieg unter de Gaulle. Der 1936 geborene Enkel Martin Malvy ist ein sozialistischer Politiker.